# Galbula cyanescens
El jacamará coroniazul (Galbula cyanescens), también denominado jacamar coroniazul o jacamar frentiazuloso y jacamar de frente azulada o jacamar verde, es una especie de ave piciforme de la familia Galbulidae que vive en Sudamérica.

## Descripción
El jacamará coroniazul mide entre de 20-23 cm de longitud. Su pico es largo, recto y puntiagudo y de color negro. La mayor parte de su cuerpo es de color verde brillante, con iridiscencias azules en la frente y el píleo. Su vientre y parte inferior de su larga cola son de color rojizo, menos intenso en las hembras. Es muy parecido al jacamará barbiblanco y además algunos individuos de las poblaciones del sur tienen la barbilla blanca, pero se diferencian por no tener la parte superior de la cabeza de color oscuro.

## Distribución y hábitat
Se encuentra en Bolivia, Brasil y Perú. Sus hábitats naturales son las riberas de los ríos y los claros de la selva húmeda tropical de regiones bajas, hasta los 1400 metros de altitud.